# 岩村清四郎
岩村 清四郎（いわむら せいしろう、1889年1月9日 - 1978年4月20日）は日本の牧師、教育者である。めぐみ教会（現大森めぐみ教会）を創設し、めぐみ幼稚園、めぐみ高等女学校を設立した。幼稚園、教会学校の働きを重視した宗教教育、「教育的伝道」に力を入れ、日本の日曜学校（教会学校）教育及びキリスト教幼児教育の草分け的存在となった。牧師、伝道者の木村清松は実兄。神学者で牧師の岩村信二は二男。

## 来歴
1889年（明治22年）に新潟県中蒲原郡五泉町（現五泉市）にて父木村定之十、母チウの9人兄弟の末弟として生まれる。家業は糀屋。五泉の小学校と高等小学校を卒業、兄木村清松の招きにより青山学院中学部2年に編入する。
1904年（明治37年）15歳のときに霊南坂教会で小崎弘道牧師より洗礼を受ける。後に、東北学院中学部に転校、この間仙台五ツ橋メソジスト教会（現・日本基督教団仙台五橋教会）にて川澄明敏牧師の薫陶を受け牧師に献身することを決意し、1907年（明治40年）同志社神学校に入学する。兄清松が牧師をしていた洛陽教会の日曜学校の教師を務め、幼児の教育伝道に従事した。
1913年（大正2年）3月同志社大学神学部卒業と同時に小崎弘道の娘安子と婚約し、岩村家の夫婦養子となることを約束して岩村姓に改姓。1912年アメリカに渡り、ハートフォード神学校にて2年間宗教教育を専攻（B・D）、その後1年間ニューヨーク市ホワイト聖書神学校にて聖書学を学び、1916年（大正5年）7月3日、帰国と同時に小崎安子と結婚、霊南坂教会の副牧師と宗教教育主事を務めた。
1920年（大正9年）に財団法人日本日曜学校教会の理事に就任し、38年間全国を回り日曜学校教師の育成を行った。1922年（大正11年）、東洋英和女学院幼稚園師範科講師として18年間フレーベル教育理論を教授。1923年（大正12年）9月関東大震災に当り迷子収容に活躍、1924年（大正13年）夫人とともに英国グラスゴーにおける世界日曜学校大会に出席。帰国後新地開拓を志し、京浜地区大森に開拓伝道せんと1925年（大正14年）11月東京府下入新井字河原作475番地の民家に移住。児童向新聞「あおぞら」を発行。翌1926年（大正15年）2月2日長男恵一を天に送り、その痛手を神の試練と受けて全国募金開始、1927年（昭和2年）めぐみ幼稚園と大森めぐみ教会を設立した。1928年にはロサンジェルス世界日曜学校大会が開かれ、200余名の日本代表団の団長として引率指導した。1931年（昭和6年）妻安子と共に尽力したキリスト教保育連盟が創立。1939年にはめぐみ高等女学校を創立し、園主、教諭となって6年間率先指導に当ったが、不幸戦災により閉校、予定敷地2千坪の現在地を残す。
戦後は息子信二牧師とともに戦災復興につとめ、教会堂、幼稚園舎、パイプ・オルガン、納骨堂を完成。この間沖縄のキリスト教幼稚園設立の指導に当る。また日本基督教協議会教会学校部理事長（1954～1958年）、日本基督教団東京教区教師会長、東京同信会会長を歴任。1957年（昭和32年）12月2日、満67歳の時大森めぐみ教会の正牧師を信二牧師と交替、自らは担任教師となり、1966年（昭和41年）7月、伝道50年、金婚を期に名誉牧師となる。幼稚園長は尚現役に止り、1972年（昭和47年）3月まで45年間つとめる。
1967年（昭和42年）7月アフリカ・ナイロビにおける世界キリスト教育大会に世界最古参代表として出席、翌1968年（昭和43年）脳血栓にて東邦大学病院に入院、1978年（昭和53年）4月20日永眠。享年89。

### 顕彰
1976年（昭和51年）名誉神学博士受章。

## 著作
- 「新島襄伝」
- 「フレーベル伝」
- 「教授及び教授法」
- 「ヨセフ物語」
- 「基督に虜われし清松」教文館、1934年